# Турешки окръг
Турешки окръг (на полски: Powiat turecki) е окръг в Централна Полша, Великополско войводство. Заема площ от 929,43 км2. Административен център е град Турек.

## География
Окръгът се намира в историческата област Шерадзка земя. Разположен е в източната част на войводството.

## Население
Населението на окръга възлиза на 84 761 души (2012 г.). Гъстотата е 91 души/км2.

## Административно деление
Административно окръгът е разделен на 9 общини.
Градска община:
- Турек

Градско-селски общини:
- Община Добра
- Община Тулишков

Селски общини:
- Община Брудзев
- Община Владиславов
- Община Кавенчин
- Община Малянов
- Община Пшикона
- Община Турек

## Фотогалерия
- Добра
- Тулишков
- Турек